# Strage del palazzo Comunale di Campi Bisenzio
La strage del Palazzo Comunale di Campi Bisenzio avvenne il 2 settembre 1944, lo stesso giorno in cui le truppe statunitensi entrarono nella cittadina, dopo che le truppe tedesche la notte del 31 agosto 1944 erano uscite da Campi Bisenzio in fase di ritiro dirigendosi verso Prato.
In quel pomeriggio festoso, due carri armati americani si erano sistemati davanti al Palazzo Comunale in piazza Dante e attorno si era radunata una folla desiderosa di festeggiare e ringraziare i liberatori. I soldati alleati, vedendo sempre di più ingrossare la calca, iniziarono a chiedere ai cittadini di allontanarsi, dato il pericolo che poteva venire dalle batterie tedesche ancora collocate sul Monte Morello o sulle colline di Calenzano, ancora occupata (sarebbe stata liberata il 6).
Verso le 17 una prima salva di granate cadde sull'abitato ma la mira era ancora imprecisa e le esplosioni caddero in una zona allora non edificata ("campo di Verghina";  dove oggi è Piazza 8 marzo); i soldati statunitensi e i patrioti antifascisti locali sollecitarono ancora i campigiani ad allontanarsi ma subito dopo due granate caddero proprio sulla piazza, una a lato l'altra centro la porta d'ingresso del comune, centinaia di schegge andarono a colpire i cittadini ed i due mezzi blindati. Nella tragica esplosione persero la vita dodici campigiani ed un soldato statunitense; si contarono inoltre molti feriti gravi, tra cui alcuni rimasti invalidi.

## Vittime
Le vittime della tragedia furono:
- Bacci Gino, 26 anni, della frazione di San Lorenzo
- Fabbri Mario, 28 anni, di Campi
- Lombardi Franco, di soli 8 anni, di Campi
- Mazzanti Remigio, 34 anni, della frazione di Santa Maria
- Monni Livio, 51 anni, di Campi
- Palloni Edelfino, 56 anni, di Campi
- Palloni Gustavo, 36 anni, di Campi
- Palloni Vezio, 23 anni, della frazione di San Martino
- Panerai Renato, 41 anni, della frazione di Santa Maria
- Paoletti Dino, 69 anni, di Campi
- Paoli Agostino, 51 anni, di Campi
- Tarabusi Piero, 21 anni, di Campi
- Soldato Charlie Bishop, dell'esercito USA